# Poliana
Genre
Le genre Poliana regroupe des lépidoptères (papillons) de la famille des Sphingidae, de la sous-famille des Sphinginae et de la tribu des Sphingini.

## Systématique
Le genre a été décrit par les entomologistes britanniques Lionel Walter Rothschild et Heinrich Ernst Karl Jordan, en 1903.
- L'espèce type pour le genre est Sphinx buchholzi Plötz, 1880

### Synonymie
- Taboribia Strand, 1910

### Taxinomie
Liste des espèces
- Poliana albescens - Inoue 1996
- Poliana buchholzi - (Plotz 1880) Espèce type  pour le genre
- Poliana leucomelas - Rothschild & Jordan 1915
- Poliana micra - Rothschild & Jordan 1903
- Poliana wintgensi - (Strand 1910)